# Karner Antal
Karner Antal (Sopron, 1794. január 20. – Győr, 1856. szeptember 30.) megyés püspök.

## Életútja
A teológiát Győrött végezte. 1817. január 27-én pappá szentelték. Az Augustineum első győri egyházmegyés növendéke volt. Bécsben teológiai doktorátust szerzett. Hazatérve püspöki titkár, 1831 után irodaigazgató, 1832-től szentegyházi kanonok. 1838-tól a pesti Központi Papnevelő Intézet rektora, és a királyi helytartótanács tagja.
1839-től bácsi választott püspök. 1840-től szentadalberti prépost. 1843-tól a kancelláriánál udvari tanácsos, ahol az egyházi ügyekre szakosodott tanácsosként készítette elő  az ügyeket. A magyar kormány székesfehérvári püspöknek terjesztette föl, V. Ferdinánd király 1848. június 25-én ki is nevezte, de székét nem foglalta el. Az első népképviseleti országgyűlésen 1848 júliusában főrendi tagságából felmentették egészségügyi okból. Székesfehérvári püspöki kinevezésére még meg sem érkezett a pápai jóváhagyás, amikor 1849. október 27-én új kinevezést kapott Győrbe. 1850. január 7-én megerősítették, május 12-én püspökké szentelték. Egyházmegyéjét június 9-én foglalta el. Karner alapította az egyházmegye kisszemináriumát.